# Comisarul Rex
Comisarul Rex este un serial austriac care a fost regizat din anul 1994 până în anul 2004.  
În 2008, serialul a făcut o relansare în Italia sub numele Rex. 
Serialul are 10 sezoane regizate în Austria și 8 sezoane regizate în Italia. 
În România, Comisarul Rex a fost difuzate pe televiziunea TVR 1, TVR 2 și pe Prima TV.